# ناگاوا، آئوموری
ناگاوا، آئوموری (به لاتین: Nagawa) یک منطقهٔ مسکونی در ژاپن است که در ناحیه توهوکو واقع شده‌است. ناگاوا ۸٬۵۶۵ نفر جمعیت دارد.